# Loggerheads
Loggerheads je americký hraný film z roku 2005, který režíroval Tim Kirkman podle vlastního scénáře. Film zachycuje tři příběhy odehrávající se v letech 1999–2001 v Severní Karolíně. Snímek měl světovou premiéru na filmovém festivalu Sundance v lednu 2005.

## Děj
Do přímořského městečka Kure Beach přijíždí mladý gay Mark, aby zde chránil mořské želvy karety. Mark už před lety odešel od svých adoptivních rodičů z města Edenu, kde jeho otec působí jako pastor. Mark se seznámí s Georgem, který vede malý motel. Markova matka Elizabeth se dozví od sousedky, která je s Markem v kontaktu, že její syn je HIV pozitivní. Rozhodne se Marka kontaktovat. Ve stejné době v Ashevillu opustí Grace své zaměstnání, aby vypátrala, co se stalo s jejím synem, kterého musela dát před lety k adopci, protože jí tehdy bylo 17 let.

## Obsazení
| Kip Pardue     | Mark          |
| Bonnie Hunt    | Grace Bellamy |
| Michael Kelly  | George        |
| Tess Harper    | Elizabeth     |
| Adrian Lee     | Linda         |
| Tammy Arnold   | Patti         |
| Chris Sarandon | Robert        |
| Michael Esper  | Gill          |
| Bill Ladd      | Rick          |

## Ocenění
- Filmový festival v Nashville - nejlepší film
- Outfest Los Angeles - nejlepší film
- Filmový festival na Floridě - nejlepší film